# Alice Meunier
Pour les articles homonymes, voir Meunier.
Alice Meunier est une chercheuse française en biologie cellulaire née en 1979.

## Carrière
Elle travaille à l'Institut de biologie de l'ENS en tant que chargée de recherche. Elle est lauréate du prix Jeune Chercheur de la SBCF et de la médaille de bronze du CNRS en 2015, pour son travail sur la dynamique et les mécanismes d’amplification des centrioles dans les cellules multi-ciliées (cellules possédant des cils cellulaires motiles). 
En 2019, elle reçoit avec son équipe le prix du magazine La Recherche pour leur découverte d’un mécanisme de division cellulaire utilisé pour différencier des cellules.